# Trung tâm United
Trung tâm United (tiếng Anh: United Center) là một nhà thi đấu nằm ở khu vực Near West Side của Chicago, Illinois, Hoa Kỳ. Đây là sân nhà của Chicago Bulls thuộc Giải bóng rổ Nhà nghề Mỹ (NBA) và Chicago Blackhawks thuộc National Hockey League (NHL). Nhà thi đấu được đặt tên theo United Airlines, công ty có trụ sở tại Chicago từ năm 2007 và là nhà tài trợ của địa điểm. Với sức chứa gần 21.000 chỗ ngồi, Trung tâm United là nhà thi đấu có sức chứa lớn nhất tại NBA và là nhà thi đấu có sức chứa lớn thứ hai tại NHL.
Được khánh thành vào năm 1994, Trung tâm United thay thế cho Sân vận động Chicago nằm ở đối diện. Sự kiện đầu tiên được tổ chức tại đây là WWF SummerSlam.